# 横山正房
横山 正房 （よこやま まさふさ、寛永10年（1633年） - 元禄6年6月29日（1693年7月31日）） は、加賀藩家老。人持組横山蔵人家初代。
父は加賀藩家老横山長治。子は横山正武。通称は志摩、筑後。別名一宗、正完、嘉治。

## 生涯
寛永10年（1633年）、加賀藩家老横山長治の四男として生まれる。藩主前田綱紀に家老として仕え、知行1万石を領した。万治2年（1659年）に中小将御番頭、寛文3年（1663年）に中小将頭、延宝2年（1674年）に若年寄を歴任し、貞享3年（1686年）に家老となる。
元禄6年（1693年）6月29日死去。享年61。